# 丹皮爾海峽
5°36′S 148°12′E / 5.6°S 148.2°E

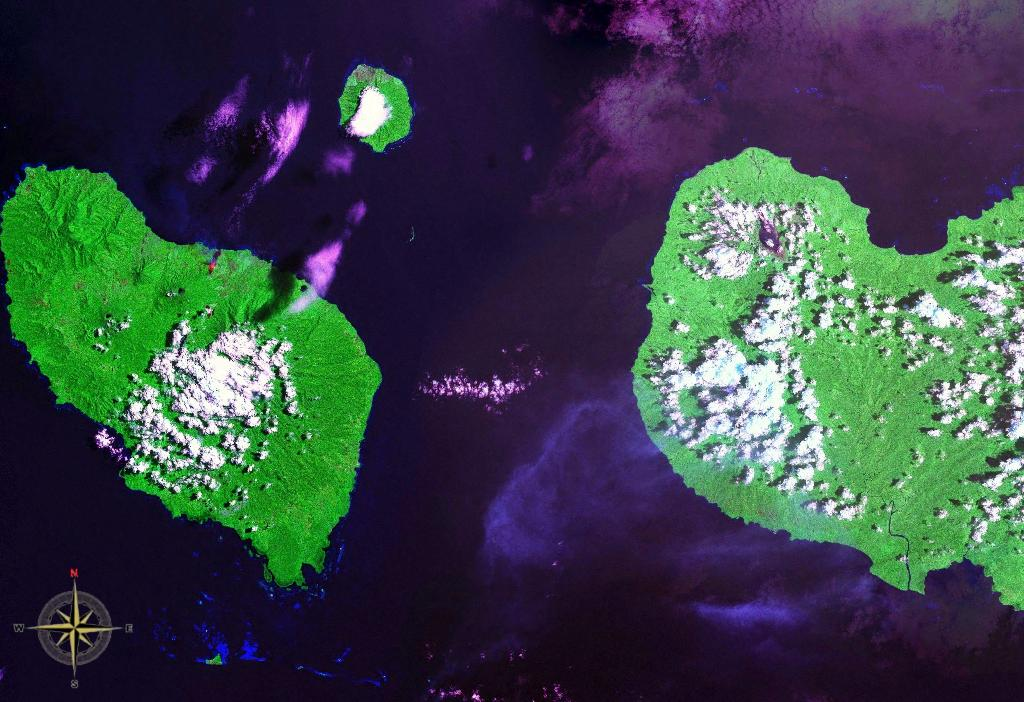
丹皮爾海峽衛星圖，右為新不列顛島，左為溫博伊島，上為薩卡爾島

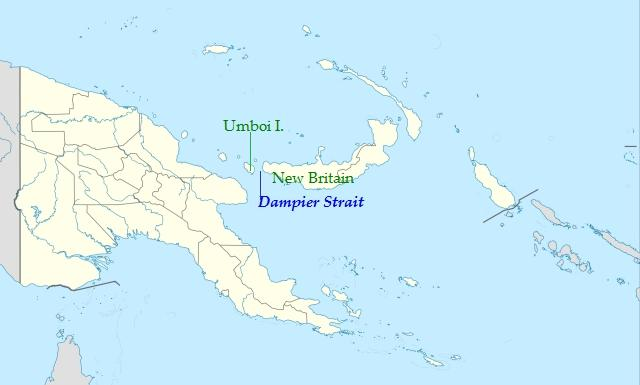
丹皮爾海峽位於溫博伊島與新不列顛島之間

丹皮爾海峽（Dampier Strait）是巴布亞新幾內亞的海峽，位於溫博伊島（Umboi Island）和新不列顛島（New Britain）之間，連接北面的俾斯麥海和南面的所羅門海，長50公里，寬24公里。
該海峽係以英國航海家威廉·丹皮尔而命名。
二次大戰期間，盟軍與日軍為爭奪此海峽控制權而於1943年12月在格洛斯特角（Cape Gloucester）（位於新不列顛島西方偏北處）發生戰爭。